# 山田靖子
山田 靖子（やまだ やすこ）は岐阜県出身の作曲家、編曲家。元タイトー所属、ZUNTATAのメンバー。主にゲームサウンドの制作を中心に活動。別名「Yasko」。

## 来歴
鶯谷高校音楽科、大阪芸術大学音楽学科を経て1988年にゲーム会社タイトーに入社、サウンドチーム「ZUNTATA」のメンバーとなる。
初作曲作品は『ニュージーランドストーリー』。『ドンドコドン』や『バブルシンフォニー』などが代表作。
また当時高音質だが扱いが難しいとされた、エンソニック社のOTIS音源の開発に携わり、自社用マニュアルも編集した。 
タイトー退社後は有限会社リーブを設立。同社では代表取締役を務める。
タカラのチョロQシリーズなど今日までに数多くのゲームサウンドを担当。
独立後もタイトーの作品には関わっている。 
サウンドの機種移植や効果音までサウンドに関する幅広い活動をしており、『デススマイルズ』や『怒首領蜂 大復活』のSEも担当

## 代表作
- バトルシャーク
- パラソルスター
- バブルシンフォニー
- バブルメモリーズ
- DEEP SEE ADVENTURE 海底宮パンタラッサの謎
- チョロQマリン Qボート
- 峠MAX2
- 峠MAX G
- コンバットチョロＱ
- チョロＱワークス
- チョロQアドバンス
- チョロQ ハイパーカスタマブルGB
- チョロQアドバンス2
- 逆転検事
- ファミリーフィッシング